# 第2回日本フットボールリーグ
第2回日本フットボールリーグは、2000年4月16日から同11月12日にかけて行われた。横浜FCが2年連続2度目の優勝を果たした。ジャパンフットボールリーグを含めて、JFL移行後、同一クラブの連覇は初だった。

## 参加クラブ
第2回JFLの参加クラブは以下の通り。
このうちアローズ北陸、栃木SCが前シーズンの全国地域リーグ決勝大会からの昇格クラブであった。また、全国社会人サッカー連盟推薦でFC KYOKENが、全日本大学サッカー連盟推薦で静岡産業大学が新たに参加となった。横浜FCは前年度JFL準会員だったが優勝によりこの年から正会員としての参加になる。なお、FC KYOKENは前シーズンの全国地域リーグ決勝大会の予選リーグで敗退するも推薦という形での参加となったため、このシーズンは「準会員」とでの参加となった。
※前年度成績=特記なきものは第1回JFL（1999年）の成績である。
| 呼称         | 正式名称                                 | 監督 | 主なホームゲーム会場                                                | 前年度成績               | 備考                                      |
| ------------ | ---------------------------------------- | ---- | ------------------------------------------------------------------- | ------------------------ | ----------------------------------------- |
| 横浜FC       | 横浜FC                                   |      | 三ツ沢公園球技場                                                    | 1位                      |                                           |
| 本田技研     | 本田技研工業株式会社サッカー部           |      | 本田技研都田サッカー場                                              | 2位                      |                                           |
| デンソー     | デンソーサッカー部                       |      | 刈谷市総合運動公園多目的グラウンド                                  | 4位                      |                                           |
| ソニー仙台FC | ソニー仙台フットボールクラブ             |      | 仙台スタジアム                                                      | 5位                      |                                           |
| 大塚製薬     | 大塚製薬サッカー部                       |      | 徳島市球技場                                                        | 6位                      |                                           |
| ジヤトコ・TT | ジヤトコ・トランステクノロジーサッカー部 |      | 愛鷹広域公園多目的競技場                                            | 7位                      | 名称変更（ジャトコ）                      |
| 横河FC       | 横河電機サッカー部                       |      | 武蔵野市立武蔵野陸上競技場                                          | 8位                      |                                           |
| 国士舘大学   | 国士舘大学サッカー部                     |      | 町田市立陸上競技場                                                  | 9位                      |                                           |
| アローズ北陸 | 北陸電力サッカー部アローズ北陸           |      | 富山県岩瀬スポーツ公園サッカー・ラグビー場 富山県五福公園陸上競技場 | 北信越1部2位 地域決勝1位 | 昇格（自動昇格）                          |
| 栃木SC       | 栃木サッカークラブ                       |      | 栃木県グリーンスタジアム                                            | 関東1部1位 地域決勝2位   | 昇格（自動昇格）                          |
| FC KYOKEN    | フットボールクラブKYOKEN                 |      | 京都市西京極総合運動公園陸上競技場兼球技場                          | 関西1部1位               | 推薦（全国社会人サッカー連盟）、JFL準会員 |
| 静岡産業大学 | 静岡産業大学サッカー部                   |      | ジュビロ磐田サッカースタジアム                                      | 無所属                   | 推薦（全日本大学サッカー連盟）            |

## レギュレーション

### リーグ・試合形式
- 年間2回総当り（チーム増のため3回総当りから減少）、1チーム22試合（全132試合）を行い、勝ち点により順位を決定。全22節を11節ごとに前期・後期に分け、それぞれの順位によって後述の強化費の支給及び天皇杯の出場権が与えられた。
- 試合は前後半90分で決着がつかなければVゴール方式の延長戦を行い、それでも決着がつかなければ引き分けとなる。90分終了時点での勝利には勝ち点3、延長勝ちには勝ち点2、引き分けには勝ち点1、敗北には勝ち点0が与えられた。
- Jリーグ加盟の成績面の条件は年間順位2位以上。その上でJリーグ臨時理事会の承認を得られれば次年度からJ2に入会することができる。
- 地域リーグへの降格に関する規定はなし。

### 天皇杯への出場枠
前期終了時の上位3チームに第80回天皇杯の出場権が与えられた（昨年度と違い、大学チームである国士舘大学と静岡産業大学を含む）。

### 強化費
各ステージごとの上位チームに以下の強化費が支払われた。
- 1位-200万円
- 2位-150万円
- 3位-100万円
- 4位-80万円
- 5位-50万円
- 6位-30万円

## 年間順位
| 順位 | クラブ       | 勝点 | 勝 | 分 | 負 | 得点 | 失点 | 差  | 備考  |
| ---- | ------------ | ---- | -- | -- | -- | ---- | ---- | --- | ----- |
| 1    | 横浜FC       | 61   | 20 | 2  | 0  | 66   | 24   | +42 | [ 1 ] |
| 2    | 本田技研     | 49   | 17 | 0  | 5  | 51   | 29   | +22 | [ 1 ] |
| 3    | デンソー     | 44   | 16 | 1  | 5  | 43   | 23   | +20 | [ 1 ] |
| 4    | 大塚製薬     | 40   | 14 | 0  | 8  | 57   | 37   | +20 |       |
| 5    | ソニー仙台FC | 37   | 13 | 0  | 9  | 51   | 37   | +14 |       |
| 6    | ジヤトコ・TT | 28   | 9  | 1  | 12 | 42   | 44   | -2  |       |
| 7    | 国士舘大学   | 28   | 10 | 1  | 11 | 45   | 48   | -3  |       |
| 8    | アローズ北陸 | 22   | 8  | 0  | 14 | 26   | 49   | -23 |       |
| 9    | FC KYOKEN    | 19   | 7  | 1  | 14 | 20   | 38   | -18 |       |
| 10   | 静岡産業大学 | 16   | 5  | 2  | 15 | 25   | 50   | -25 |       |
| 11   | 栃木SC       | 14   | 5  | 1  | 16 | 21   | 48   | -27 |       |
| 12   | 横河FC       | 9    | 2  | 3  | 17 | 21   | 41   | -20 |       |

1. 1 2 3  天皇杯出場権獲得

備考
| Jリーグ参入ライン |

## 個人記録

### 得点ランキング
| 順 | 選手名   | 得点 | 所属         |
| -- | -------- | ---- | ------------ |
| 1  | 有馬賢二 | 24   | 横浜FC       |
| 2  | 田端秀規 | 19   | ソニー仙台FC |
| 3  | 林威宏   | 16   | 大塚製薬     |
| 4  | 島田周輔 | 15   | 大塚製薬     |
| 5  | 古橋達弥 | 14   | 本田技研     |

### 個人表彰&ベスト11
| Pos             | 選手名   | 所属       |
| --------------- | -------- | ---------- |
| GK              | 水原大樹 | 横浜FC     |
| DF              | 眞中幹夫 | 横浜FC     |
| DF              | 高田昌明 | 横浜FC     |
| DF              | 吉澤英生 | 本田技研   |
| MF              | 安間貴義 | 本田技研   |
| MF              | 古橋達弥 | 本田技研   |
| MF              | 徳重隆明 | デンソー   |
| MF・敢闘賞      | 後藤義一 | 横浜FC     |
| MF              | 横山博敏 | 横浜FC     |
| FW・得点王・MVP | 有馬賢二 | 横浜FC     |
| FW              | 田端秀規 | ソニー仙台 |
| 新人王          | 島田周輔 | 大塚製薬   |
| 敢闘賞          | 近藤健   | FC KYOKEN  |

- フェアプレー賞:静岡産業大学
- 奨励賞:国士舘大学、FC KYOKEN、栃木SC

## 入れ替え

### JFL→J2
Jリーグ臨時理事会で1位の横浜FCのJリーグ加盟が全会一致で正式に承認された。

### 地域リーグ→JFL
全国地域リーグ決勝大会の結果、1位の佐川急便SC（佐川急便東京サッカー部）と2位のYKKサッカー部が自動昇格を果たした。
また3位のNTT西日本熊本FCと4位のSC鳥取、予選リーグ敗退ながら昇格の申請を行っていた愛媛FCが全国社会人サッカー連盟推薦でのJFL昇格が決定した。